# Zachariaspolder 2e deel
De Zachariaspolder 2e deel is een polder tussen IJzendijke en Hoofdplaat, behorende tot de Polders rond Biervliet.
De polder ontstond in 1774 na een afdamming van het Jonkvrouwengat ter plaatse van de huidige Bosdijk. Hierbij ontstond een polder van 89 ha.
De polder wordt begrensd door de Oranjedijk, de Grote Put, de Sint Pietersdijk en de Bosdijk.
In de noordpunt van de polder ligt de buurtschap Roodenhoek.